# Przestrzeń refleksywna
Przestrzeń refleksywna – przestrzeń unormowana {\displaystyle X,} o tej własności, że kanoniczne włożenie w drugą przestrzeń sprzężoną
{\displaystyle \kappa _{X}\colon X\longrightarrow X^{**}}
dane wzorem
{\displaystyle \langle \kappa _{X}(x),f\rangle =\langle f,x\rangle \quad (x\in X,f\in X^{*}),}
jest suriektywne (a zatem z izometryczności, jest ono wówczas izometrycznym izomorfizmem).
Pojęcie przestrzeni refleksywnej definiuje się także w kontekście przestrzeni lokalnie wypukłych, zakładając przy tym pewne dodatkowe warunki.

## Przykłady
- Każda przestrzeń Hilberta jest refleksywna, co wynika z twierdzenia Riesza o reprezentacji funkcjonału (zob. dowód).
- Dla każdego {\displaystyle 1<p<\infty } i dowolnej miary {\displaystyle \mu } przestrzeń Lp(μ) jest refleksywna.
- Przestrzeń Tsirelsona jest refleksywna.
- Istnieją przestrzenie unormowane liniowo izometryczne ze swoją drugą przestrzenią sprzężoną, które nie są refleksywne – historycznie pierwszym przykładem takiej przestrzeni jest przestrzeń Jamesa {\displaystyle J} (przestrzeń ilorazowa {\displaystyle J^{**}/J} jest jednowymiarowa).

## Własności
- Przestrzenie refleksywne są zupełne (są przestrzeniami Banacha), twierdzenie to wynika z twierdzenia Banacha-Steinhausa[1].
- W przestrzeni refleksywnej każdy zbiór domknięty, ograniczony i wypukły jest słabo zwarty, tzn. przestrzenie refleksywne ze słabą topologią mają własność Heinego-Borela. Prawdziwe jest także twierdzenie ogólniejsze, mówiące, że przestrzeń unormowana jest refleksywna wtedy i tylko wtedy, gdy jej domknięta kula jednostkowa jest słabo zwarta[2][3] (dowód tego faktu wykorzystuje twierdzenie Goldstine’a).
- Domknięta podprzestrzeń liniowa przestrzeni refleksywnej jest refleksywna. Ponadto, przestrzeń jest refleksywna wtedy i tylko wtedy, gdy każda jej ośrodkowa domknięta podprzestrzeń jest refleksywna[3][4].
- Przestrzeń Banacha {\displaystyle X} jest refleksywna wtedy i tylko wtedy, gdy {\displaystyle X^{*}} jest refleksywna. Założenia zupełności przestrzeni nie można pominąć.
- Przestrzeń liniowo homeomorficzna z przestrzenią refleksywną jest przestrzenią refleksywną.
- Używając twierdzenia Eberleina-Szmuljana, można wykazać, że w przestrzeni refleksywnej każdy ograniczony ciąg jej punktów ma podciąg słabo zbieżny.
- Każda przestrzeń refleksywna jest słabo ciągowo zupełna, lecz nie odwrotnie – przykładem jest przestrzeń ℓ1[4].

### Twierdzenie Jamesa
Twierdzenie Jamesa mówi, że przestrzeń Banacha {\displaystyle X} jest refleksywna wtedy i tylko wtedy, gdy każdy ograniczony funkcjonał liniowy na {\displaystyle X} osiąga swoją normę na (domkniętej) kuli jednostkowej, tj. istnieje taki element {\displaystyle x\in X} o normie 1, że
{\displaystyle \|f\|=\langle f,x\rangle .}
Założenia zupełności przestrzeni nie można pominąć.

### Twierdzenie Milmana-Pettisa
Twierdzenie Milmana-Pettisa mówi, że każda jednostajnie wypukła przestrzeń Banacha jest refleksywna (a więc w szczególności przestrzenie Hilberta, przestrzenie Lp(μ) dla {\displaystyle p\in (1,\infty )} są refleksywne).

### Twierdzenie Phillipsa
Przestrzeń {\displaystyle X} nazywa się:
- gładką, gdy dla każdego takiego elementu {\displaystyle x} przestrzeni {\displaystyle X,} że {\displaystyle \|x\|=1} istnieje dokładnie jeden taki element {\displaystyle x^{*}} przestrzeni {\displaystyle X^{*},} że {\displaystyle \|x^{*}\|=1} oraz {\displaystyle \langle x^{*},x\rangle =1.}
- silnie gładką, gdy jest ona gładka oraz odwzorowanie {\displaystyle x\to x^{*}} takie jak w powyższej definicji jest ciągłe w sensie słabej topologii w {\displaystyle X^{*}.}

Twierdzenie Phillipsa mówi, że każda przestrzeń refleksywna ma własność Radona-Nikodýma. Istnieje ścisła zależność między refleksywnością przestrzeni sprzężonej {\displaystyle X^{*}} (a więc w konsekwencji przestrzeni {\displaystyle X}) a jej własnością Radona–Nikodýma. Zależność tę ilustruje poniższa tabela:
| {\displaystyle X^{*}} jest refleksywna jeśli:                   | {\displaystyle X^{*}} ma własność Radona–Nikodýma jeśli:          |
| --------------------------------------------------------------- | ----------------------------------------------------------------- |
| {\displaystyle X^{****}} jest ściśle wypukła                    |                                                                   |
| {\displaystyle X^{***}} jest gładka (ang. smooth)               | {\displaystyle X^{***}} jest ściśle wypukła.                      |
| {\displaystyle X^{**}} jest słabo lokalnie jednostajnie wypukła | {\displaystyle X^{**}} jest gładka                                |
| {\displaystyle X^{*}} jest silnie gładka (ang. very smooth)     | {\displaystyle X^{*}} jest słabo lokalnie jednostajnie wypukła[6] |
| {\displaystyle X} jest jednostajnie wypukła                     | {\displaystyle X^{*}} jest silnie gładka                          |
Innym kryterium refleksywności związanym z przestrzeniami sprzężonymi wyższego rzędu jest następujący wynik Ivana Singera:
Jeśli {\displaystyle X^{***}} jest silnie wypukła oraz {\displaystyle X^{*}} zawiera właściwą podprzestrzeń liniową {\displaystyle Y} dla której odwzorowanie kanoniczne {\displaystyle X\to Y^{*}} jest izometrią, to {\displaystyle X} jest przestrzenią refleksywną.